# 费利西亚诺·比埃拉
费利西亚诺·比埃拉（西班牙語：Feliciano Viera，1872年11月8日—1927年11月12日），烏拉圭政治人物，烏拉圭紅黨成員，1915年至1919年擔任烏拉圭總統。

## 生平
费利西亚诺·比埃拉曾擔任烏拉圭内政部长。1907年至1912年期間擔任乌拉圭参议院议长。1915年，他接替何塞·巴特列-奧多涅斯担任乌拉圭总统。